# 伊沃·特兰切夫
伊禾·特倫切夫（Ivo Trenchev，1972年4月4日—），生于桑丹斯基，保加利亞职业足球运动员，现效力于瑟特維利。

## 榮譽
- 保加利亞聯賽 2002
- 中国足球甲级联赛冠军 2006
- 2007年帮助河南建业保级成功

## 連結
- （法文） footmercato profile Archive.today的存檔，存档日期2013-02-21
- Transfermarkt profile[永久]